# Jetis (Sambirejo)
Jetis is een bestuurslaag in het regentschap Sragen van de provincie Midden-Java, Indonesië. Jetis telt 3118 inwoners (volkstelling 2010).